# Celatoblatta baldwinspenceri
Celatoblatta baldwinspenceri är en kackerlacksart som först beskrevs av M. Josephine Mackerras 1968.  Celatoblatta baldwinspenceri ingår i släktet Celatoblatta och familjen storkackerlackor. Inga underarter finns listade i Catalogue of Life.